# (Fly Away) Little Paraquayo
«(Fly Away) Little Paraquayo» es una canción escrita y producida por el músico neerlandés George Baker, Fue lanzado en abril de 1974 como segundo sencillo del álbum Hot Baker de la banda George Baker Selection. También existe una versión en alemán: Kleiner Paraquayo. 

## Lista de canciones
Todas las canciones escritas y compuestas por Johannes Bouwens.
Sencillo 7"
1. «(Fly Away) Little Paraquayo» – 3:20
2. «We'll Make It Right Someday» – 3:40

La versión alemana del sencillo tiene «Cher» como lado B.

## Posicionamiento en listas

### Lista semanal
| Lista (1974)                         | Máxima posición |
| ------------------------------------ | --------------- |
| Bélgica (Flandes) (Ultratop Singles) | 2               |
| Bélgica (Valonia) (Ultratop Singles) | 43              |
| Países Bajos (Nederlandse Top 40)    | 2               |
| Países Bajos (Single Top 100)        | 3               |

### Lista de fin de año
| Lista (1974)                         | Máxima posición |
| ------------------------------------ | --------------- |
| Bélgica (Flandes) (Ultratop Singles) | 14              |
| Países Bajos (Nederlandse Top 40)    | 12              |
| Países Bajos (Single Top 100)        | 16              |